# 바츨라프 스베르코시
바츨라프 스베르코시(체코어: Václav Svěrkoš, 1983년 11월 1일, 체코슬로바키아 트르지네츠 ~ )는 체코의 전 축구 선수로, 포지션은 스트라이커였다. 그는 지난 스위스와의 유로 2008 개막전에서 자신의 A매치 첫 골이자 이 경기의 결승골을 넣고 승리를 이끌었다.

## 수상
- 2007-08 감브리누스리가 득점왕